# Zephyranthes diluta
Zephyranthes diluta är en amaryllisväxtart som beskrevs av Pierfelice Ravenna. Zephyranthes diluta ingår i släktet Zephyranthes och familjen amaryllisväxter. Inga underarter finns listade i Catalogue of Life.